# Milagres (Ceará)
Milagres è un comune del Brasile nello Stato del Ceará, parte della mesoregione del Sul Cearense e della microregione di Brejo Santo.